# Giro di Svizzera 1997
Il Giro di Svizzera 1997, sessantunesima edizione della corsa, si svolse dal 17 al 26 giugno su un percorso di 1 513 km ripartiti in 9 tappe e un cronoprologo, con partenza a Romanshorn e arrivo a Zurigo. Fu vinto dal francese Christophe Agnolutto della Casino-C'est votre équipe, vincitore della terza tappa con un grande margine sul resto del gruppo, davanti allo svizzero Oscar Camenzind e al tedesco Jan Ullrich.

## Tappe
| Tappa  | Data      | Percorso                                    | km    | Vincitore di tappa   | Leader cl. generale  |
| ------ | --------- | ------------------------------------------- | ----- | -------------------- | -------------------- |
| Prol.  | 17 giugno | Romanshorn > Romanshorn (cron. individuale) | 7,2   | Oscar Camenzind      | Oscar Camenzind      |
| 1ª     | 18 giugno | Romanshorn > Basilea                        | 193,2 | Erik Zabel           | Oscar Camenzind      |
| 2ª     | 19 giugno | Basilea > La Chaux-de-Fonds                 | 202,1 | Christophe Agnolutto | Christophe Agnolutto |
| 3ª     | 20 giugno | La Chaux-de-Fonds > Kandersteg              | 183,2 | Jan Ullrich          | Christophe Agnolutto |
| 4ª     | 21 giugno | Spiez > Spiez (cron. individuale)           | 31,5  | Serhij Hončar        | Christophe Agnolutto |
| 5ª     | 22 giugno | Biasca > Bosco Gurin                        | 147,5 | David Etxebarria     | Christophe Agnolutto |
| 6ª     | 23 giugno | Locarno > Zugo                              | 193,9 | Tom Steels           | Christophe Agnolutto |
| 7ª     | 24 giugno | Zugo > Wetzikon                             | 174,3 | Rolf Aldag           | Christophe Agnolutto |
| 8ª     | 25 giugno | Wetzikon > Davos                            | 192,9 | Oscar Camenzind      | Christophe Agnolutto |
| 9ª     | 26 giugno | Davos > Zurigo                              | 186,8 | Niki Aebersold       | Christophe Agnolutto |
| Totale | Totale    | Totale                                      | 1513  |                      |                      |

## Dettagli delle tappe

### Prologo
- 17 giugno: Romanshorn > Romanshorn (cron. individuale) – 7,2 km

| Pos. | Corridore       | Squadra  | Tempo |
| ---- | --------------- | -------- | ----- |
| 1    | Oscar Camenzind | Mapei-GB | 8'57" |
| 2    | Léon van Bon    | Rabobank | a 3"  |
| 3    | Roberto Petito  | Saeco    | a 5"  |

| Pos. | Corridore       | Squadra  | Tempo |
| ---- | --------------- | -------- | ----- |
| 1    | Oscar Camenzind | Mapei-GB | 8'57" |
| 2    | Léon van Bon    | Rabobank | a 3"  |
| 3    | Roberto Petito  | Saeco    | a 5"  |

### 1ª tappa
- 18 giugno: Romanshorn > Basilea – 193,2 km

| Pos. | Corridore     | Squadra  | Tempo    |
| ---- | ------------- | -------- | -------- |
| 1    | Erik Zabel    | Telekom  | 4h53'38" |
| 2    | Robbie McEwen | Rabobank | s.t.     |
| 3    | Fabio Baldato | MG Boys  | s.t.     |

| Pos. | Corridore       | Squadra  | Tempo    |
| ---- | --------------- | -------- | -------- |
| 1    | Oscar Camenzind | Mapei-GB | 5h02'35" |
| 2    | Léon van Bon    | Rabobank | a 1"     |
| 3    | Roberto Petito  | Saeco    | a 5"     |

### 2ª tappa
- 19 giugno: Basilea > La Chaux-de-Fonds – 202,1 km

| Pos. | Corridore            | Squadra  | Tempo    |
| ---- | -------------------- | -------- | -------- |
| 1    | Christophe Agnolutto | Casino   | 4h30'23" |
| 2    | Max van Heeswijk     | Rabobank | a 2'34"  |
| 3    | Valentino Fois       | Mapei-GB | s.t.     |

| Pos. | Corridore            | Squadra  | Tempo    |
| ---- | -------------------- | -------- | -------- |
| 1    | Christophe Agnolutto | Casino   | 9h33'07" |
| 2    | Max van Heeswijk     | Rabobank | a 2'37"  |
| 3    | Valentino Fois       | Mapei-GB | a 2'55"  |

### 3ª tappa
- 20 giugno: La Chaux-de-Fonds > Kandersteg – 183,2 km

| Pos. | Corridore        | Squadra       | Tempo    |
| ---- | ---------------- | ------------- | -------- |
| 1    | Jan Ullrich      | Telekom       | 4h26'23" |
| 2    | Stefano Garzelli | Mercatone Uno | a 38"    |
| 3    | Roland Meier     | Post Swiss    | s.t.     |

| Pos. | Corridore            | Squadra  | Tempo     |
| ---- | -------------------- | -------- | --------- |
| 1    | Christophe Agnolutto | Casino   | 14h02'47" |
| 2    | Valentino Fois       | Mapei-GB | a 2'24"   |
| 3    | Jan Ullrich          | Telekom  | a 8'32"   |

### 4ª tappa
- 21 giugno: Spiez > Spiez (cron. individuale) – 31,5 km

| Pos. | Corridore       | Squadra  | Tempo  |
| ---- | --------------- | -------- | ------ |
| 1    | Serhij Hončar   | Aki-Safi | 39'30" |
| 2    | Jan Ullrich     | Telekom  | s.t.   |
| 3    | Oscar Camenzind | Mapei-GB | a 19"  |

| Pos. | Corridore            | Squadra  | Tempo     |
| ---- | -------------------- | -------- | --------- |
| 1    | Christophe Agnolutto | Casino   | 14h43'25" |
| 2    | Jan Ullrich          | Telekom  | a 7'24"   |
| 3    | Oscar Camenzind      | Mapei-GB | a 8'28"   |

### 5ª tappa
- 22 giugno: Biasca > Bosco Gurin – 147,5 km

| Pos. | Corridore            | Squadra | Tempo    |
| ---- | -------------------- | ------- | -------- |
| 1    | David Etxebarria     | ONCE    | 3h55'56" |
| 2    | Leonardo Piepoli     | Refin   | a 11"    |
| 3    | Francesco Casagrande | Saeco   | a 21"    |

| Pos. | Corridore            | Squadra  | Tempo     |
| ---- | -------------------- | -------- | --------- |
| 1    | Christophe Agnolutto | Casino   | 18h43'18" |
| 2    | Oscar Camenzind      | Mapei-GB | a 5'14"   |
| 3    | Jan Ullrich          | Telekom  | a 6'15"   |

### 6ª tappa
- 23 giugno: Locarno > Zugo – 193,9 km

| Pos. | Corridore  | Squadra  | Tempo    |
| ---- | ---------- | -------- | -------- |
| 1    | Tom Steels | Mapei-GB | 5h25'13" |
| 2    | Erik Zabel | Telekom  | s.t.     |
| 3    | Lauri Aus  | Casino   | s.t.     |

| Pos. | Corridore            | Squadra  | Tempo     |
| ---- | -------------------- | -------- | --------- |
| 1    | Christophe Agnolutto | Casino   | 24h08'31" |
| 2    | Oscar Camenzind      | Mapei-GB | a 5'14"   |
| 3    | Jan Ullrich          | Telekom  | a 6'15"   |

### 7ª tappa
- 24 giugno: Zugo > Wetzikon – 174,3 km

| Pos. | Corridore    | Squadra  | Tempo    |
| ---- | ------------ | -------- | -------- |
| 1    | Rolf Aldag   | Telekom  | 4h07'19" |
| 2    | Udo Bölts    | Telekom  | a 57"    |
| 3    | Léon van Bon | Rabobank | a 1'01"  |

| Pos. | Corridore            | Squadra  | Tempo     |
| ---- | -------------------- | -------- | --------- |
| 1    | Christophe Agnolutto | Casino   | 28h17'47" |
| 2    | Oscar Camenzind      | Mapei-GB | a 5'14"   |
| 3    | Jan Ullrich          | Telekom  | a 6'15"   |

### 8ª tappa
- 25 giugno: Wetzikon > Davos – 192,9 km

| Pos. | Corridore        | Squadra  | Tempo    |
| ---- | ---------------- | -------- | -------- |
| 1    | Oscar Camenzind  | Mapei-GB | 5h17'22" |
| 2    | Jan Ullrich      | Telekom  | a 1'06"  |
| 3    | Leonardo Piepoli | Refin    | s.t.     |

| Pos. | Corridore            | Squadra  | Tempo     |
| ---- | -------------------- | -------- | --------- |
| 1    | Christophe Agnolutto | Casino   | 33h38'02" |
| 2    | Oscar Camenzind      | Mapei-GB | a 2'08"   |
| 3    | Jan Ullrich          | Telekom  | a 4'20"   |

### 9ª tappa
- 26 giugno: Davos > Zurigo – 186,8 km

| Pos. | Corridore      | Squadra    | Tempo    |
| ---- | -------------- | ---------- | -------- |
| 1    | Niki Aebersold | Post Swiss | 4h09'51" |
| 2    | Mauro Bettin   | Refin      | s.t.     |
| 3    | Erik Zabel     | Telekom    | a 8"     |

| Pos. | Corridore            | Squadra  | Tempo     |
| ---- | -------------------- | -------- | --------- |
| 1    | Christophe Agnolutto | Casino   | 37h48'01" |
| 2    | Oscar Camenzind      | Mapei-GB | a 2'08"   |
| 3    | Jan Ullrich          | Telekom  | a 4'20"   |

## Classifiche finali

### Classifica generale
| Pos. | Corridore            | Squadra                   | Tempo     |
| ---- | -------------------- | ------------------------- | --------- |
| 1    | Christophe Agnolutto | Casino-C'est votre équipe | 37h48'01" |
| 2    | Oscar Camenzind      | Mapei-GB                  | a 2'08"   |
| 3    | Jan Ullrich          | Team Deutsche Telekom     | a 4'20"   |
| 4    | David Etxebarria     | ONCE                      | a 5'32"   |
| 5    | Roland Meier         | Post Swiss Team           | a 6'18"   |
| 6    | Félix García Casas   | Festina-Lotus             | a 6'22"   |
| 7    | Daniele Nardello     | Mapei-GB                  | a 6'48"   |
| 8    | Stefano Garzelli     | Mercatone Uno-Wega        | a 7'17"   |
| 9    | Philipp Buschor      | Saeco                     | a 7'26"   |
| 10   | Beat Zberg           | Mercatone Uno-Wega        | a 8'31"   |